# Palpimanus lualabanus
Espèce
Palpimanus lualabanus est une espèce d'araignées aranéomorphes de la famille des Palpimanidae.

## Distribution
Cette espèce est endémique du Congo-Kinshasa.

## Publication originale
- Benoit, 1974 : Notules arachnologiques africaines. III. Revue de Zoologie Africaine, vol. 88, p. 427-436.